# 마쓰우라 철도 니시큐슈선
니시큐슈선(일본어: 西九州線)은 사가 현 니시마쓰우라 군 아리타 정의 아리타 역에서 이마리역, 다비라히라도구치역을 거쳐 나가사키 현 사세보 시의 사세보역에 이르는 마쓰우라 철도의 철도 노선이다.
구 국철 특정 지방 교통선인 큐슈여객철도(JR 큐슈) 마쓰우라 선(일본어: 松浦線)을 전환해 개업했으며, 기타마쓰우라 반도를 돌아 각 역을 연결하는 노선이다.

## 개요
오키나와 도시 모노레일(유이 레일)이 개통할 때까지는 일본 최서단을 달리는 철도이며, 도중의 다비라히라도구치역이 일본 최서단의 역이었다. 덧붙여 오키나와 도시 모노레일 개업 후도 일반적인 2개의 레일을 사용한 철도로서는 일본 최서단의 철도가 되고 있다.
노선의 반은 국도 204호와 병행해 달리고 있어 차창에서 도로를 볼 수 있다. 또, 사세보 중앙역과 나카사세보 역의 사이의 거리는 200미터로 이는 일본에서 제일 짧다.
사세보시 요시이 정의 후쿠이 천에 걸려 있는 후쿠이 천 교량은, 전시 중의 철 부족으로 철 대신에 대나무를 이용해 건설된 가능성이 있어, 2006년 2월에 고가쿠인 대학 연구 그룹에 의해서 조사를 했지만 대나무는 확인할 수 없었다. 그러나 없다고 말할 수 없다고 하고 있다. 동년 9월, 문화 심의회의 답신에 의해 후쿠이 천 교량을 포함한 센류가타키 역-요시이역간의 콘크리트 교량 3개가 나라의 근대 문화 유산이 되는 것이 정해졌다.

## 운행 형태
- 대피 가능역：조슈쿠 역, 메오토이시 역, 이마리역, 구스쿠 역, 구바라 역, 이마부쿠 역, 마쓰우라 역, 미쿠리야역, 다비라히라도구치역, 에무카에시카마치 역, 요시이역, 사자 역, 마사루 역, 아이노우라 역, 가미아이노우라 역, 나카자토역, 히다리이시 역, 기타사세보 역

니시큐슈 선으로의 전환 당초는 전 역을 운행하는 열차도 존재했지만, 현재는 이마리 역을 경계로 운전 계통이 나뉘고 있어 이 역을 넘어 운행하는 열차는 없다. 또 특필하지 않는 한 1량 편성의 보통 열차이며, 원맨 운전이 실시되고 있다.

### 아리타~이마리 간
이 구간을 운행하는 열차는 모두 아리타역-이마리역간의 운전으로, 종일 1시간에 1 - 2개 정도 운행되고 있다. 후술의 이마리 역-사세보역간은 대체로 운행 간격은 가지런하지만, 아리타 역-이마리 역간은 가지각색이다.

### 이마리~사세보 간
주간에는 이마리 역-사세보 역간, 사자 역-사세보 역간 운행의 보통 열차가 1시간에 1개씩 운행되어 아침·저녁에는 이것에 마쓰우라 역・다비라히라도구치 역]] 즉시의 열차가 더해진다. 사세보역에 가까워지는 것에 따라 개수가 증가하는 경향에 있어, 이마리 역-다비라히라도구치 역간은 대부분의 시간대에 매시 1개이지만, 사자 역-사세보 역간은 주간에는 매시 2 - 3개, 출퇴근시간대에는 최대 5개 운전된다. 아침·저녁의 일부 열차는 2 - 4량에 증결되어 그 경우는 각 차량 앞부분에 승무원이 승무해, 운임 수수나 도어 확인을 실시하고 있다.

#### 쾌속 열차
2002년 3월까지는 다비라히라도구치 역-사세보 역간에 쾌속 열차가 1 왕복 설정되어 있었다. 이 중 하행 다비라히라도구치 역발의 열차는, 한 때의 준급 「구쥬쿠시마」(후의 급행 「히라도」)운행 개시 이래의 다이어를 거의 그대로 계승하고 있어, 주말·휴일이나 여름휴가(방학)등에는 JR 차량에 의해 오무라 선 경유로 나가사키역까지 직통 운전을 실시하고 있었다(JR 큐슈 선 내는 쾌속 「씨 사이드 라이너」로서 운전). 2000년 3월 11일 다이어 개정시에 사세보 역 고가 화공일이기 때문에 직통 운전을 휴지하지만, 그 직전의 2000년 1월 8일부터는 이 직통 운전 열차에 마쓰우라 철도의 MR-500형(레트론호)가 사용되어 JR의 키하 58형+키하 65형에 병결하고 있었다.
이 외 1990년경에는 이마리역-다비라히라도구치역간의 쾌속 열차도 존재했지만, 2002년 3월의 다이어 개정으로 니시큐슈 선은 보통 열차만의 운행이 되었다.
2006년 6월 1일에 사자 역→사세보역간에 통근 쾌속이 1개 설정되어 쾌속 열차의 운행이 부활했다. 통근 쾌속의 정차역은 고라 역, 다나가타 역, 가미아이노우라 역, 히다리이시 역, 사세보 중앙역이었다. 2007년 3월 18일의 다이어 개정으로, 통근 쾌속에 대신해 현행의 정차역인 쾌속 열차가 하행 4개・상행 3개 설정되었다. 이 시점에서는 아침만의 운행이었다.
2008년 3월 15일의 다이어 개정으로 저녁에 사세보 역발의 쾌속이 1개 증발되어 사자 역-사세보 역간의 쾌속은 현행의 4 왕복이 되었다. 또, 이 개정에서는 토요일・휴일 한정으로 사세보 역→다비라히라도구치 역간에 쾌속이 1개 설정되었다(상행만.정차역은 사자 역까지는 다른 쾌속 열차와 같고, 사자 역→다비라히라도구치 역간은 무정차). 이 쾌속은 2009년 3월 14일의 다이어 개정으로 매일 운전으로 변경 후, 오무라 선 하우스텐보스 역 시발의 쾌속 「히라도 익스프레스」가 되었지만(JR선내는 각 역 정차. 사자 역→다비라히라도구치 역간은 요시이역과 에무카에시카마치 역에 정차), 2011년 3월 12일의 다이어 개정으로 폐지되었다.

#### JR선과의 직통 운행
개업시부터 사세보역 고가 공사에 의한 중단(2000년 3월부터 2002년 3월)을 제외하면 일부 열차가 사세보 역에서 하이키역(1992년부터 2000년까지는 하우스텐보스 역)까지 노선 연장하고 있었지만, 2006년 3월 18일의 다이어 개정으로 JR와의 상호 연결 운행을 중지했다.
JR 큐슈 사세보 선과의 상호 연결 운행에 대해서는, 중지의 이유가 「마쓰우라 철도의 차량의 노후화에 의해 고장이 다발, 안전 확보를 위해」라고 한다. 이것에 대해서, 마쓰우라 철도에서는 개업 당초의 차량의 대차를 진행시키는 것과 동시에 재래차의 안전 대책도 강화, 다비라히라도구치 역-하우스텐보스 역간의 직통 노선 연장을 재개하고 싶다고 해, 2009년 3월에 노선 연장을 재개했다. 덧붙여 마쓰우라 철도는 당초는 아침·저녁의 노선 연장을 예정하고 있었지만, 「다이어가 붐비는 아침·저녁은 어렵다」라고 하는 JR측과의 조정이 붙지 않고, 결국, 마쓰우라 철도측만 1량 편성으로 낮에 하우스텐보스 역까지 노선 연장할 계획으로 변경되게 되었다. 2011년 3월 12일의 다이어 개정에서는, 운행 구간이 하이키 역까지 다시 단축되었다(운행 시각도 변경).

## 역사
니시큐슈 선(마쓰우라 선)은 요시이 이북에서 동쪽을 이마리 철도를 시작으로 하는 이마리 선, 이남을 사세보 경편 철도를 시작으로 하는 마쓰우라 선으로서 건설되었다.

### 이마리 철도(이마리 선)
도자기 운반을 위해 이마리 철도에 의해 아리타-이마리간이 1898년에 개업했다. 동 년에 규슈 철도에 합병된 후, 국유화. 이마리 선으로서 차례차례 연장되어 1944년에 히젠요시이(현재의 요시이)역까지 개업해, 마쓰우라 선과 연결되었다.
- 1898년(메이지 31년) 8월 7일 이마리 철도가 아리타-이마리간을 개업, 조슈쿠・메오토이시・이마리의 각 역을 신설
  - 12월 28일 이마리 철도가 규슈 철도에 합병
- 1907년(메이지 40년) 7월 1일 철도 국유법에 의해 규슈 철도가 매수・국유화되어 관립 철도가 된다
- 1909년 10월 12일 국유 철도 선로 명칭 제정에 따라 아리타-이마리간을 이마리 선으로 한다
- 1930년(쇼와 5년) 3월 21일 이마리-구스쿠간을 연신 개업, 히가시야마시로・구스쿠 역을 신설
  - 10월 1일 구스쿠-이마부쿠를 연신 개업, 구바라・우라노사키・이마부쿠의 각 역을 신설
- 1933년(쇼와 8년) 6월 25일 이마부쿠-시사(현재의 마쓰우라) 간을 연신 개업, 쓰키노카와・시사 역을 신설
- 1935년(쇼와 10년) 8월 6일 시사-히라도구치(현재의 다비라히라도구치) 간을 연신 개업, 히젠미쿠리야・다비라・히라도구치의 각 역을 신설
- 1939년(쇼와 14년) 1월 25일 히라도구치-센류(현재의 센류가타키) 간을 연신 개업, 에무카에・센류 역을 신설
- 1944년(쇼와 19년) 4월 13일 센류-히젠요시이(현재의 요시이) 간을 연신 개업

### 사세보 경편 철도(마쓰우라 선)
석탄의 운반을 위해 사세보 경편 철도가 궤간 762mm의 경편 철도로서 아이노우라-오노(현재의 히다리이시)-유노키 간을 1920년에 개업했다. 후에 사세보 철도로 이름을 바꾸어 오카모토히코마 전용 철도의 매수 등에 의해, 가미사세보-히다리이시-지쓰모리타니-요쓰유비(후의 요쓰이도리)-요시이-세치바루 간, 히다리이시-유노키 간, 아이노우라-지쓰모리타니 간, 요쓰유비-우쓰노우라의 각 선을 1933년까지 개통시켜 국유화 되었다.
- 1920년(다이쇼 9년) 3월 27일 사세보 경편 철도가 아이노우라-오노(현재의 히다리이시)-유노키간을 개업, 오노・가이제・나카자토・야마구치(정류장)・아이노우라의 각 역을 신설
- 1921년 10월 7일 가미사세보-오노간을 연신 개업, 가미사세보, 야마노다(정류장), 센푸쿠 사(정류장・초대)의 각 역을 신설
- 1922년 6월 1일 야마구치 정류장을 가미아이노우라 정류장으로 개칭
- 1923년 12월 26일 사세보 경편 철도를 사세보 철도로 회사명 변경
- 1929년(쇼와 4년) 4월 20일 오노 역을 히다리이시 역으로 개칭
- 1931년(쇼와 6년) 8월 29일 지쓰사카리타니-요쓰유비(후의 요쓰이도리)-우쓰노우라 연신 개업, 지쓰사카리타니 역・마사루 정류장・고라 역・요쓰유비 역・구로이시 정류장・다이히칸 정류장・우쓰노우라 역을 신설
  - 12월 27일 요쓰유비-사자 간을 연신 개업, 사자 역을 신설
- 1933년(쇼와 8년) 10월 24일 사자-요시이-세치바루 간을 연신 개업(오카모토히코마 전용 철도를 매수. 후의 세치바루 선 구간은 화물 영업만) 요시이・(화물)세치바루 각 역을 신설
- 1934년(쇼와 9년) 2월 11일 사자-요시이-세치바루 간의 여객 영업 개시, 노요리 정류장・고다 정류장・슈쿠 교 정류장을 신설
  - 4월 18일 요시이 역을 히젠요시이 역으로 개칭
  - 9월 24일 이타치야마 신호장 신설
- [[1935년(쇼와 10년) 2월 4일 이타치야마 신호장을 화물역인 이타치야마 역으로 변경
- 1936년(쇼와 11년) 10월 1일 사세보 철도를 매수・국유화, 가미사세보-세치바루 간, 히다리이시-유노키 간, 지쓰모리타니-아이노우라 간, 요쓰이도리-우쓰노우라 구간을 마쓰우라 선으로 한다. 나카자토 역을 히젠나카자토 역으로, 요쓰유비 역을 요쓰이도리 역으로, 고다 역을 히젠코다 역으로 각각 개칭. 이타치야마 역을 다치야마 신호장으로 변경

### 개궤와 선로 개량
마쓰우라 선 국유화 후에는 다른 노선에 직통 가능하게 762mm에서 1067mm 궤간으로 개궤가 실시되었다. 동시에 사세보 선과의 접속, 아이노우라 부근의 경로 변경, 우쓰노우라 지선의 분기역 변경 등의 개량이 되었다.
- 1935년(쇼와 10년) 11월 9일 사세보 선의 사세보-기타사세보간을 연신 개업
- 1943년(쇼와 18년) 8월 30일
  - 가미사세보-히다리이시 간 폐지, 가미사세보・야마노다・센푸쿠 사 역을 폐지
  - 지쓰모리타니-아이노우라 간을 폐지
  - 기타사세보-히다리이시 간, 히젠나카자토-아이노우라간을 개궤
  - 히젠나카자토-히다리이시-유노키 간을 개궤
  - 사세보 선의 사세보-기타사세보 간을 편입
- 1944년(쇼와 19년) 4월 13일
  - 사자-히젠코다(현재의 고다)-히젠요시이(현재의 요시이)간, 히젠요시이-세치바루 간, 사자-우쓰노우라를 개궤
  - 우쓰노우라 방면의 분기를 요쓰이도리 역에서 사자 역으로 변경, 다치야마 신호장을 폐지
  - 히젠나카자토-지쓰모리타니-고라-요쓰이도리-사자간의 구 선을 폐지, 지쓰모리타니・마사루・고라・요쓰이도리 각 역을 폐지
  - 아이노우라-고라-사자의 철도의 새 선로를 개업, 고라(2대)・마사루(2대) 각 역을 신설
  - 히젠요시이-세치바루 간을 세치바루 선, 사자-우쓰노우라를 우쓰노우라 선, 히다리이시-유노키간을 유노키 선으로서 분리해, 마쓰우라 선은 아리타-이마리-사세보간으로 한다.

### 일본국유철도시대
- 1959년(쇼와 34년) 1월 20일 가미사자 역을 신설
  - 10월 1일 시사 역을 마쓰우라 역으로 개칭
- 1960년(쇼와 35년) 4월 1일 오기 역을 신설
  - 5월 1일 가나타케 역을 신설
- 1961년(쇼와 36년) 7월 15일 나카사세보 역을 신설
- 1962년(쇼와 37년) 8월 1일 이 선을 경유하는 첫 우등 열차인 준급 「구주쿠시마」를 신설
- 1968년(쇼와 43년) 10월 1일 급행 「구주쿠시마」(1966년에 격상)을 「히라도」로 개칭
- 1971년(쇼와 46년) 10월 1일 여객 열차를 모두 기동차화, 혼합 열차 폐지
- 1972년 3월 15일 증기기관차의 운행 종료
- 1982년 11월 15일 이마리-사세보간의 화물 영업을 폐지
- 1984년 6월 22일 제 2차 특정 지방 교통선으로서 폐지 승인
- 1986년 11월 1일 아리타-이마리간의 화물 영업을 폐지

### 1987년~현재
- 1987년 3월 제3섹터 철도로 전환이 결정
  - 4월 1일 국철 분할 민영화에 의해 큐슈여객철도가 승계
- 1988년 4월 1일 마쓰우라 철도 니시큐슈 선으로 전환, 히젠미쿠리야 역을 미쿠리야역, 에무카에 역을 에무카에시카마치 역, 센류 역을 센류가타키 역, 히젠요시이 역을 요시이역, 히젠코다 역을 고다 역, 히젠나카자토 역을 나카자토역으로 각각 개칭. 급행 「히라도」를 폐지
- 1989년 3월 11일 미다이바시・가와히가시・마쓰우라 발전소 앞・니시타비라・다카이와・다나가타・센푸쿠지・야마노다 각 역을 신설, 다비라 역을 히가시타비라 역, 히라도구치 역을 다비라히라도구치역으로 개칭
- 1990년 3월 10일 사토・나루이시・후쿠시마구치・이마부쿠타카시마구치・마에하마・이노쓰키・노나카・사세보 중앙 각 역을 신설
- 1991년 3월 16일 야마다니・하제・니시코바・나카타비라・다이가쿠마에 각 역을 신설
- 1994년 10월 3일 모토야마역을 신설, 이마부쿠타카시마구치 역을 다카시마구치 역, 다이가쿠마에 역을 다이가쿠역으로 개칭
- 1996년 3월 16일 니시아리타 역을 신설
- 1997년 3월 22일 구로고 역을 신설
- 1999년 3월 13일 스에타치바나 역을 신설
- 2001년 12월 26일 사세보역 고가화 완성
- 2007년 3월 18일 가미사자 역을 세이호 고교 앞 역으로 개칭

## 역 목록
- ●：정차,｜：통과
- 보통 열차는 각 역에 정차
- () 안은 마쓰우라 철도로의 전환 전의 구 역명.
- +표는 전환시(또는 후)에 설치된 신 역. *표는 역무원 배치역, #표는 대피 가능역.

| 역명                                  | 영업 거리 | 쾌속 | 접속 노선                                | 소재지     | 소재지                  |
| ------------------------------------- | --------- | ---- | ---------------------------------------- | ---------- | ----------------------- |
| 아리타역*                             | 0.0       |      | 큐슈여객철도：사세보 선                  | 사가현     | 니시마쓰우라군 아리타정 |
| 미다이바시 역+                        | 1.7       |      |                                          | 사가현     | 니시마쓰우라군 아리타정 |
| 구로고 역+                            | 2.8       |      |                                          | 사가현     | 니시마쓰우라군 아리타정 |
| 조슈쿠 역#                            | 3.8       |      |                                          | 사가현     | 니시마쓰우라군 아리타정 |
| 니시아리타 역+                        | 4.8       |      |                                          | 사가현     | 니시마쓰우라군 아리타정 |
| 오기 역                               | 6.1       |      |                                          | 사가현     | 니시마쓰우라군 아리타정 |
| 야마다니 역+                          | 7.0       |      |                                          | 사가현     | 니시마쓰우라군 아리타정 |
| 메오토이시 역#                        | 7.9       |      |                                          | 사가현     | 니시마쓰우라군 아리타정 |
| 가나타케 역                           | 9.8       |      |                                          | 사가현     | 이마리시                |
| 가와히가시역+                         | 11.6      |      |                                          | 사가현     | 이마리시                |
| 이마리역*#                            | 13.0      |      | 규슈여객철도：지쿠히 선                  | 사가현     | 이마리시                |
| 히가시야마시로 역                     | 16.3      |      |                                          | 사가현     | 이마리시                |
| 사토 역+                              | 17.5      |      |                                          | 사가현     | 이마리시                |
| 구스쿠 역#                            | 18.6      |      |                                          | 사가현     | 이마리시                |
| 나루이시 역+                          | 20.0      |      |                                          | 사가현     | 이마리시                |
| 구바라 역#                            | 21.7      |      |                                          | 사가현     | 이마리시                |
| 하제 역+                              | 22.8      |      |                                          | 사가현     | 이마리시                |
| 우라노사키 역                         | 24.8      |      |                                          | 사가현     | 이마리시                |
| 후쿠시마구치 역+                      | 25.3      |      |                                          | 사가현     | 이마리시                |
| 이마부쿠 역#                          | 27.5      |      |                                          | 나가사키현 | 마쓰우라시              |
| 다카시마구치 역+                      | 28.7      |      |                                          | 나가사키현 | 마쓰우라시              |
| 마에하라 역+                          | 32.4      |      |                                          | 나가사키현 | 마쓰우라시              |
| 쓰키노카와 역                         | 33.5      |      |                                          | 나가사키현 | 마쓰우라시              |
| 마쓰우라 역*#                         | 35.6      |      |                                          | 나가사키현 | 마쓰우라시              |
| 마쓰우라 발전소 앞 역+                | 38.2      |      |                                          | 나가사키현 | 마쓰우라시              |
| 미쿠리야역（히젠미쿠리야 역）#        | 41.6      |      |                                          | 나가사키현 | 마쓰우라시              |
| 니시코바 역+                          | 44.4      |      |                                          | 나가사키현 | 마쓰우라시              |
| 히가시타비라 역（다비라 역）          | 46.3      |      |                                          | 나가사키현 | 히라도시                |
| 나카타비라 역+                        | 48.1      |      |                                          | 나가사키현 | 히라도시                |
| 다비라히라도구치역（히라도구치 역）*# | 51.2      |      |                                          | 나가사키현 | 히라도시                |
| 니시타비라 역+                        | 53.8      |      |                                          | 나가사키현 | 히라도시                |
| 스에다치바나 역+                      | 58.1      |      |                                          | 나가사키현 | 사세보시                |
| 에무카에시카마치 역（에무카에 역）#   | 60.0      |      |                                          | 나가사키현 | 사세보시                |
| 다카이와역+                           | 61.4      |      |                                          | 나가사키현 | 사세보시                |
| 이노쓰키 역+                          | 64.9      |      |                                          | 나가사키현 | 사세보시                |
| 센류가타키 역（센류 역）              | 66.5      |      |                                          | 나가사키현 | 사세보시                |
| 요시이역（히젠요시이 역）#            | 68.8      |      |                                          | 나가사키현 | 사세보시                |
| 고다 역（히젠코다 역）                | 70.3      |      |                                          | 나가사키현 | 기타마쓰우라 군 사자정  |
| 세이호 고교 앞 역（가미사자 역）      | 72.4      |      |                                          | 나가사키현 | 기타마쓰우라 군 사자정  |
| 사자 역*#                             | 74.0      | ●    |                                          | 나가사키현 | 기타마쓰우라 군 사자정  |
| 고라 역                               | 75.8      | ●    |                                          | 나가사키현 | 기타마쓰우라 군 사자정  |
| 마사루 역#                            | 77.7      | ｜   |                                          | 나가사키현 | 사세보 시               |
| 다나가타 역+                          | 78.3      | ●    |                                          | 나가사키현 | 사세보 시               |
| 아이노우라 역#                        | 79.7      | ●    |                                          | 나가사키현 | 사세보 시               |
| 다이가쿠역+                           | 80.9      | ●    |                                          | 나가사키현 | 사세보 시               |
| 가미아이노우라 역#                    | 81.7      | ●    |                                          | 나가사키현 | 사세보 시               |
| 모토야마역+                           | 83.5      | ●    |                                          | 나가사키현 | 사세보 시               |
| 나카자토역（히젠나카자토 역）#        | 84.0      | ｜   |                                          | 나가사키현 | 사세보 시               |
| 가이제역                              | 85.5      | ｜   |                                          | 나가사키현 | 사세보 시               |
| 노나카 역+                            | 86.2      | ｜   |                                          | 나가사키현 | 사세보 시               |
| 히다리이시 역#                        | 87.4      | ●    |                                          | 나가사키현 | 사세보 시               |
| 센푸쿠지 역+                          | 88.4      | ●    |                                          | 나가사키현 | 사세보 시               |
| 야마노다 역+                          | 89.5      | ｜   |                                          | 나가사키현 | 사세보 시               |
| 기타사세보 역#                        | 90.6      | ●    |                                          | 나가사키현 | 사세보 시               |
| 나카사세보 역                         | 92.6      | ｜   |                                          | 나가사키현 | 사세보 시               |
| 사세보 중앙역+*                       | 92.8      | ●    |                                          | 나가사키현 | 사세보 시               |
| 사세보역*#                            | 93.8      | ●    | 큐슈여객철도：사세보 선（직통열차 있음） | 나가사키현 | 사세보 시               |

### 과거의 접속 노선
- 히젠요시이 역：세치바루 선 - 1971년 12월 26일 폐지
- 사자 역：우쓰노우라 선 - 1971년 12월 26일 폐지
- 히다리이시 역：유노키 선 - 1967년 9월 1일 폐지

## 참고
- 이마오 게이스케(감수) (2009). 《일본 철도 여행 지도책-전선・전역・전폐선》. 12 규슈 오키나와. 신쵸샤. ISBN 978-4-10-790030-2. 다음 글자 무시됨: ‘ 일본 서적 ’ (도움말)